# Le Grondement de la montagne
Le Grondement de la montagne (山の音, yama no oto) est un roman de l'écrivain japonais Yasunari Kawabata, édité par Chikuma Shobō en avril 1954.
Il a été traduit en français en 1969 par Sylvie Regnault-Gatier.
Il fut adapté au cinéma par Mikio Naruse (成瀬巳喜男) en 1954 sous le même titre : Le Grondement de la montagne.

## Une œuvre majeure de Kawabata
Moins connu que Pays de neige, Nuée d'oiseaux blancs ou encore Les Belles Endormies, le roman Le Grondement de la montagne est une œuvre majeure de Yasunari Kawabata. Chronique d’une vie familiale, avec ses drames, ses trahisons et ses moments de bonheur fugace, par Shingo, pater familias peu à l’aise dans son rôle et animé d’une affection trouble pour sa belle fille vivant à demeure et délaissée par un fils meurtri par la guerre. 
Roman au premier abord déstabilisant, sans intrigue suivie, mais composé de chapitres qui correspondent à autant de livraisons aux différentes revues dans lesquelles le roman a été publié initialement. Kawabata présente l’existence quotidienne de cette famille bourgeoise au travers de thèmes récurrents de son œuvre : la souffrance, le désir, la mort, l’enfantement et son renoncement, la décrépitude et la souillure... 